# La 2
La 2 (ehemals TVE2) ist ein Fernsehsender der spanischen öffentlich-rechtlichen Rundfunkanstalt Televisión Española. Das Programm besteht hauptsächlich aus Filmen, Serien und Dokumentarfilmen. Es werden aber auch Wirtschaftssendungen ausgestrahlt.